# بلانکو (نیومکزیکو)
بلانکو، نیومکزیکو (به انگلیسی: Blanco) یک منطقهٔ مسکونی در ایالات متحده آمریکا است که در شهرستان سن خوآن، نیومکزیکو واقع شده‌است. بلانکو ۳۸۸ نفر جمعیت دارد و ۱٬۶۹۷٫۱۵ متر بالاتر از سطح دریا واقع شده‌است.